# Maciejowa (szczyt)
Maciejowa (837 m) – szczyt w Gorcach. Położony jest w długim grzbiecie biegnącym od Turbacza na zachód do Rabki-Zdroju. Znajduje się w tym grzbiecie pomiędzy szczytem Tatarów i polaną Przysłop. Nad polaną tą wznoszą się blisko siebie trzy niewybitne szczyty; w kolejności od zachodu na wschód są to: Maciejowa, Przysłop i Bardo. Na szczycie Przysłop stoi Bacówka PTTK na Maciejowej. Pomiędzy Maciejową a Przysłopem jest przełęcz Kocioł.
Maciejową niemal całkowicie porasta las, jedynie w jej wschodni stok wcina się wąski pas polany Przysłop. Stok północno-wschodni opada do doliny Słonki, południowo-zachodni do doliny Poniczanki. W jego dolnej części wypływa potok Worwów. Na północnym stoku znajduje się zespół wyciągów narciarskich, z których najdłuższy dociera w pobliże wierzchołka.
Przez szczyt przebiega znakowany na czerwono Główny Szlak Beskidzki im. Kazimierza Sosnowskiego. Na szczycie kończy się też czarny szlak rozpoczynający się w Rabce-Zdroju na Plasówce. Grzbiet Maciejowej oraz północne zbocza są odsłonięte (tzw. polana Maciejowa). Roztaczają się z niej szerokie widoki na Babią Górę, Pasmo Policy oraz Beskid Makowski.
Maciejowa znajduje się poza obszarem Gorczańskiego Parku Narodowego, w granicach Rabki-Zdroju w powiecie nowotarskim, województwie małopolskim.

## Szlaki turystyki pieszej
odcinek: Rabka-Zdrój – Tatarów – Maciejowa – Przysłop – Bardo – Jaworzyna Ponicka – Pośrednie – Schronisko PTTK na Starych Wierchach – Groniki – Pudziska – Obidowiec – Rozdziele – Turbacz. Odległość 16,7 km, suma podejść 970 m, suma zejść 220 m, czas przejścia 5 godz. 35 min, z powrotem 4 godz. 50 min.